# Protestas de Cataluña de 2019
Las protestas en Cataluña hacen referencia a una serie de manifestaciones ocurridas en la comunidad autónoma española de Cataluña desde el 14 de octubre de 2019 hasta el 20 de noviembre del mismo año, y propagadas en menor medida a otras ciudades españolas por la sentencia del juicio a los líderes del proceso independentista catalán.
El objetivo de las protestas por parte del movimiento nacionalista catalán era mostrar un apoyo político a los condenados por sedición por su papel en el referéndum de independencia en 2017 y la proclamación de la República Catalana en 2017.[cita requerida]
Una parte relevante de las protestas fueron las llamadas Marchas por la Libertad, de las que se organizaron seis que, partiendo de Berga, Castelldefels, Gerona, Tarragona, Tárrega y Vich, confluyeron en Barcelona el 18 de octubre. Estas marchas se tradujeron en la Ciudad Condal en una manifestación de medio millón de personas según la Guardia Urbana —750 000 según los organizadores— coincidiendo con la huelga general catalana del 18 de octubre.
El liderazgo de las manifestaciones fue compartido entre Asamblea Nacional Catalana (ANC), Tsunami Democrático (TD), Òmnium Cultural (OC) y los Comités de Defensa de la República (CDR). En principio, las protestas iniciales eran de tinte no violento, tras la condena judicial a los acusados por delito de sedición, se produjeron una serie de disturbios en la ciudad de Barcelona; aunque no es la primera vez que ocurrían altercados, las protestas crecieron en intensidad y violencia, hasta el punto, según algunas fuentes, de superar en gravedad a los momentos más tensos vividos en las protestas acaecidas por toda España varios años atrás. Las protestas dieron origen a una «crisis» en el gobierno del presidente Pedro Sánchez, e incluso, para algunos sectores políticos a nivel nacional, afirman que los sucesos influyeron directamente en el resultado de las elecciones generales de noviembre.
Dentro de los manifestantes, algunos tomaron postura de distancia de los que cometen actos violentos, mientras que otros justificaron el uso de los mismos actos para alcanzar el objetivo deseado, la independencia de Cataluña.
En otras comunidades autónomas donde se registraron protestas menores relacionadas con la sentencia del juicio, fue en País Vasco, Comunidad Valenciana, Aragón, Galicia, Asturias, Murcia, Extremadura, Baleares y Madrid. Fuera de España, en Bruselas, capital de Bélgica, también se registraron protestas lideradas por el expresidente de la Generalidad de Cataluña Carles Puigdemont. En lo que respecta a relaciones internacionales, la Unión Europea y Estados Unidos confirmaron su apoyo al gobierno español.

## Desarrollo

### Octubre

#### Lunes 14

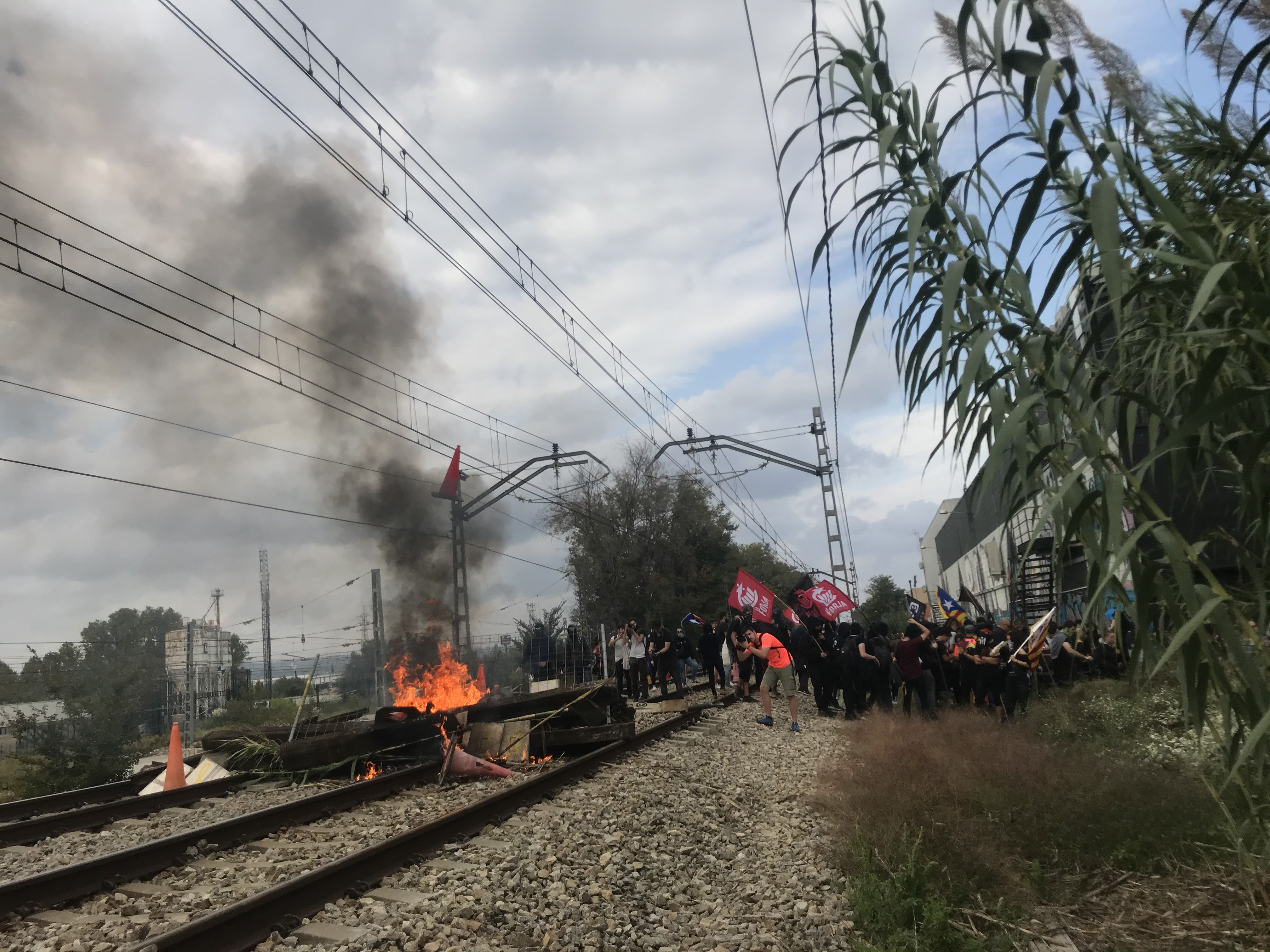
Manifestantes independentistas bloquean una línea que lleva a la estación de Gerona.

El 14 de octubre de 2019 se produjeron cortes de carreteras y vías ferroviarias en Cataluña en protesta por la sentencia condenatoria a los líderes del procés. El Aeropuerto de Barcelona-El Prat fue colapsado por miles de manifestantes independentistas, provocando la cancelación de 108 vuelos. En Gerona grupos de manifestantes paralizaron el servicio de AVE tras ocupar las vías del tren. La jornada de protesta dejó un total de 131 personas heridas (24 trasladados a centros sanitarios) y tres detenidos en toda Cataluña. La mayoría de los heridos se produjeron durante las cargas policiales en el aeropuerto, donde un joven perdió un ojo y otro un tésticulo. Además seis Policías Nacionales y tres Mozos de Escuadra resultaron heridos. Un ciudadano francés sufrió un infarto mientras se encontraba en el párquin de la Terminal 2, poco antes de obtener las tarjetas de embarque. Falleció en el Hospital de Bellvitge después de ser trasladado en helicóptero. Según un corresponsal de Europe 1, se sintió mal mientras intentaba llegar a pie al aeropuerto, después de caminar 3 km.

#### Martes 15
El 15 de octubre continuaron los disturbios con cargas policiales en las cuatro capitales de provincia catalanas. En Barcelona grupos radicales alzaron barricadas y hogueras cerca de la Delegación del Gobierno, resultando detenidas 6 personas. En toda Cataluña hubo 74 personas heridas y 25 detenciones durante la jornada del día 15 de octubre. El Ministerio del Interior anunció el envío de 1.000 agentes de la Guardia Civil para reforzar la seguridad en Cataluña, que se sumaron a los 1.800 agentes de la Unidad de Intervención Policial de la Policía Nacional desplegados desde finales de septiembre.

#### Miércoles 16

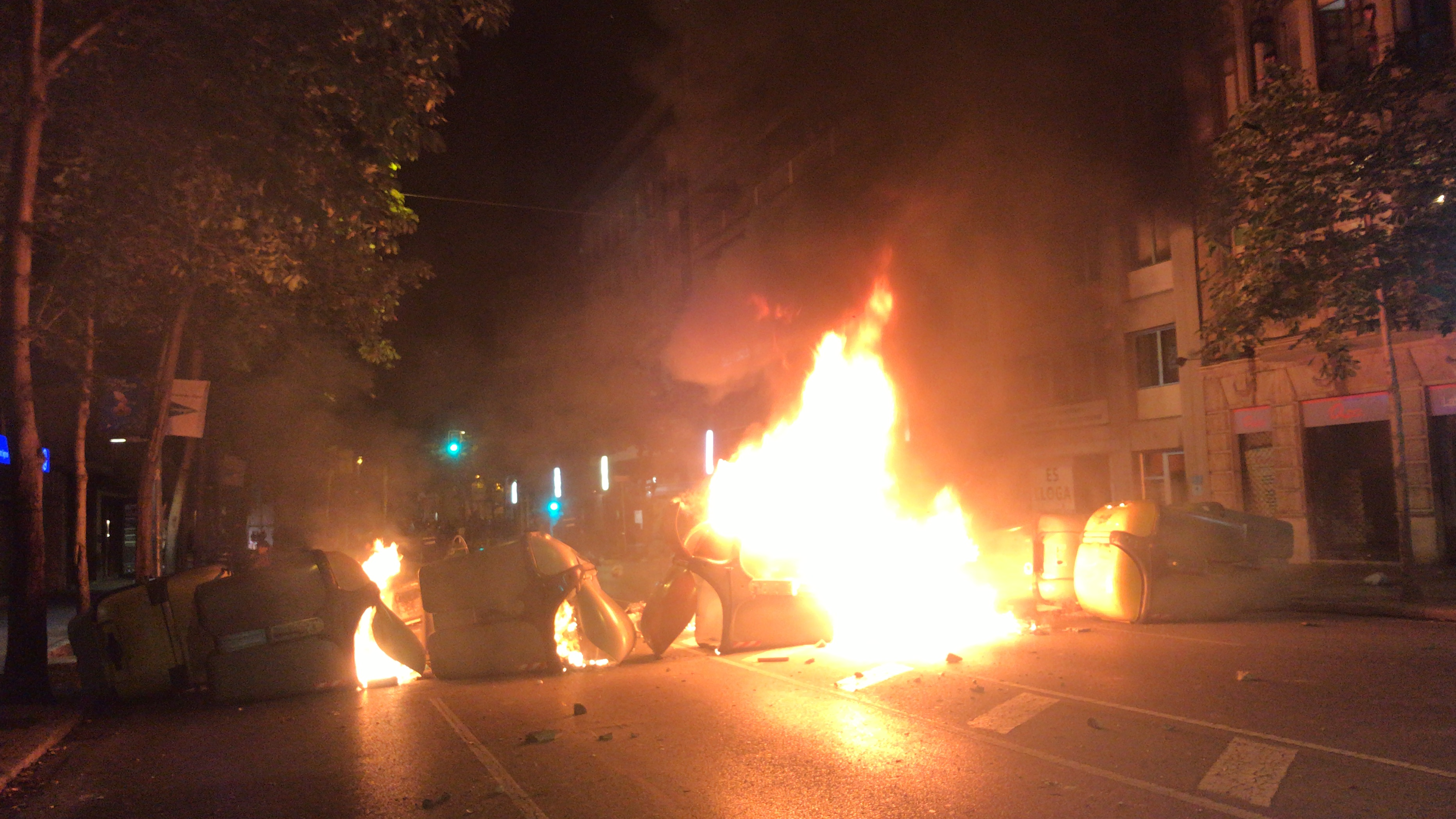
Una barricada ardiendo en Gerona el miércoles 16 de octubre.

El 16 de octubre varias marchas de manifestantes partieron a pie desde Gerona, Tarragona, Vich, Berga y Tárrega para llegar a Barcelona el viernes día 18, coincidiendo con la convocatoria de huelga. Por tercera noche se repitieron los disturbios en el centro de Barcelona con la quema de coches y mobiliario urbano, esta vez en las inmediaciones de la Consejería de Interior. También hubo incidentes remarcables en la ciudad de Tarragona, donde centenares de jóvenes se enfrentaron a los Mozos de Escuadra. La tercera jornada de protestas concluyó con 91 heridos y 33 detenidos en toda Cataluña (cuatro de los detenidos ingresaron en prisión provisional por delitos de atentado a la autoridad y desórdenes públicos).

#### Miércoles 16 al 18: Marchas populares
Las marchas implicaron el corte de diversas carreteras. A continuación se muestran las rutas que siguieron:
- La columna Gerona salió el miércoles 16 de octubre de Gerona, pasando por Sils y parando para descansar en Malgrat. El jueves 17 salió de nuevo desde esta localidad, pasando por Arenys de Mar y llegando a Premiá de Mar, desde donde salió el 18 de octubre para llegar finalmente a Barcelona.
- La columna Vic salió el miércoles 16 de octubre de la localidad de Vich, pasando por Centellas y parando para descansar en La Garriga. Al día siguiente, la columna salió de La Garriga, pasando por Parets y llegando a San Quirico de Tarrasa, desde donde salió el 18 de octubre para recorrer el último tramo hasta la capital catalana.

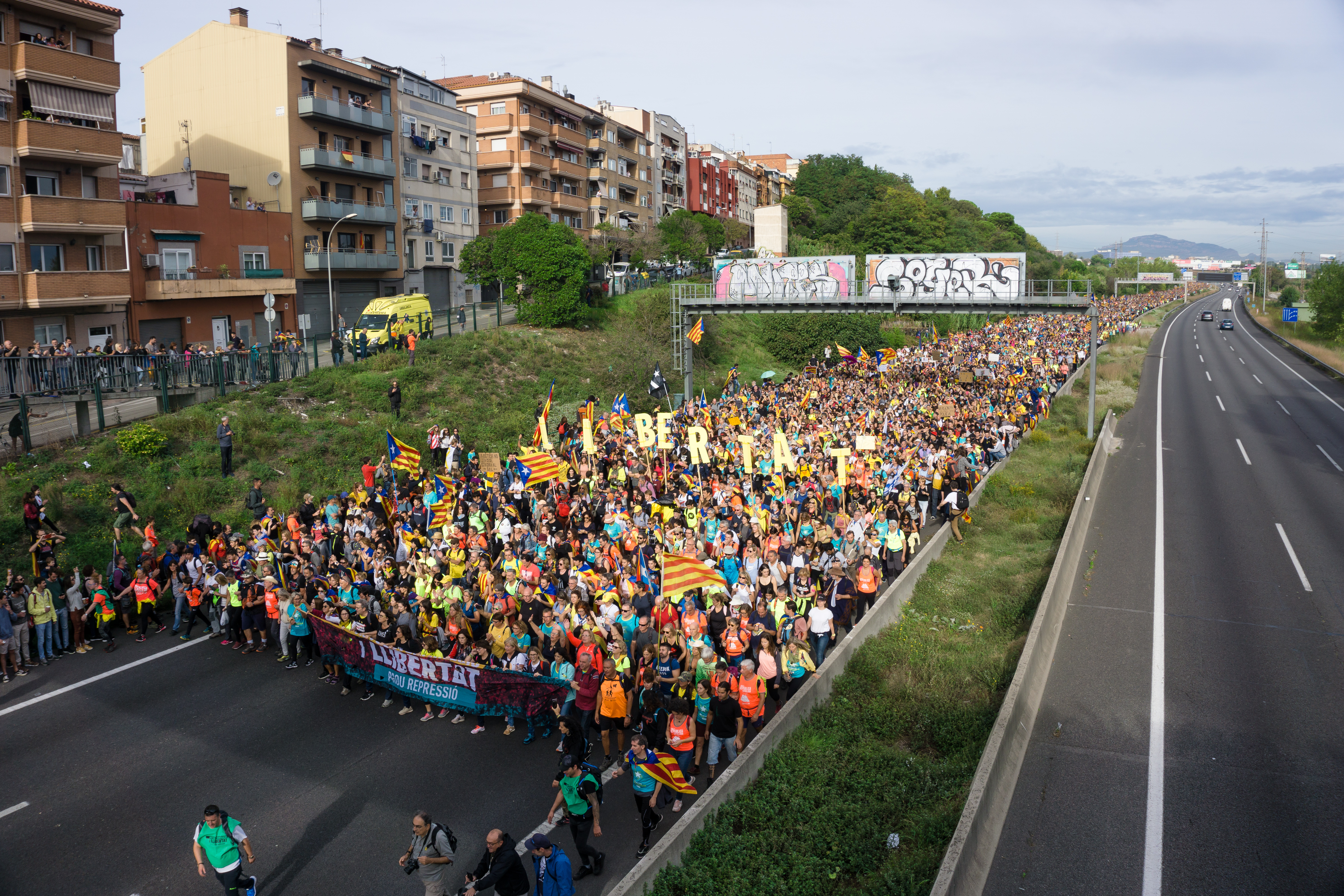
Cabecera de las columnas de Vich y Berga por la C-58 en Ripollet.

- La columna Berga salió el miércoles 16 de octubre desde Berga, pasando por Navás hasta Manresa. La jornada siguiente la columna salió de Manresa, pasando por Vacarisas y llegando a San Quirico de Tarrasa, desde donde salió el 18 de octubre y se juntó con las otras cinco marchas en Barcelona.
- La columna Tàrrega salió el miércoles 16 de octubre de Tárrega, pasando por La Panadella (Montmaneu) y parando para dormir en Igualada. El jueves 17 la columna salió desde esta última ciudad, pasando por Bruch y llegando a Martorell, desde donde emprendió la marcha el 18 de octubre hacia la ciudad condal.
- La columna Tarragona salió el miércoles 16 de octubre de Tarragona, pasando por Vendrell para acabar la jornada en Villafranca del Panadés. Al día siguiente, la columna salió de Igualada, pasando por San Sadurní de Noya y llegando a Martorell, desde donde salió el 18 de octubre hacia Barcelona.
- La columna de los CDR salió desde la localidad de Castelldefels el 18 de octubre llegando aquel mismo día a Barcelona.

#### Jueves 17
En la tarde del día 17 hubo concentraciones de grupos radicales independentistas y españolistas en Barcelona. Aunque los Mozos desplegaron un operativo para impedir la confluencia de los dos grupos, no pudieron evitar algunas agresiones: un antifascista fue apaleado en la calle Balmes y un ultra que iba armado con un cuchillo de grandes dimensiones en la calle Muntaner. En toda Cataluña hubo 42 heridos y 19 detenidos por hechos relacionados con las protestas.

#### Viernes 18

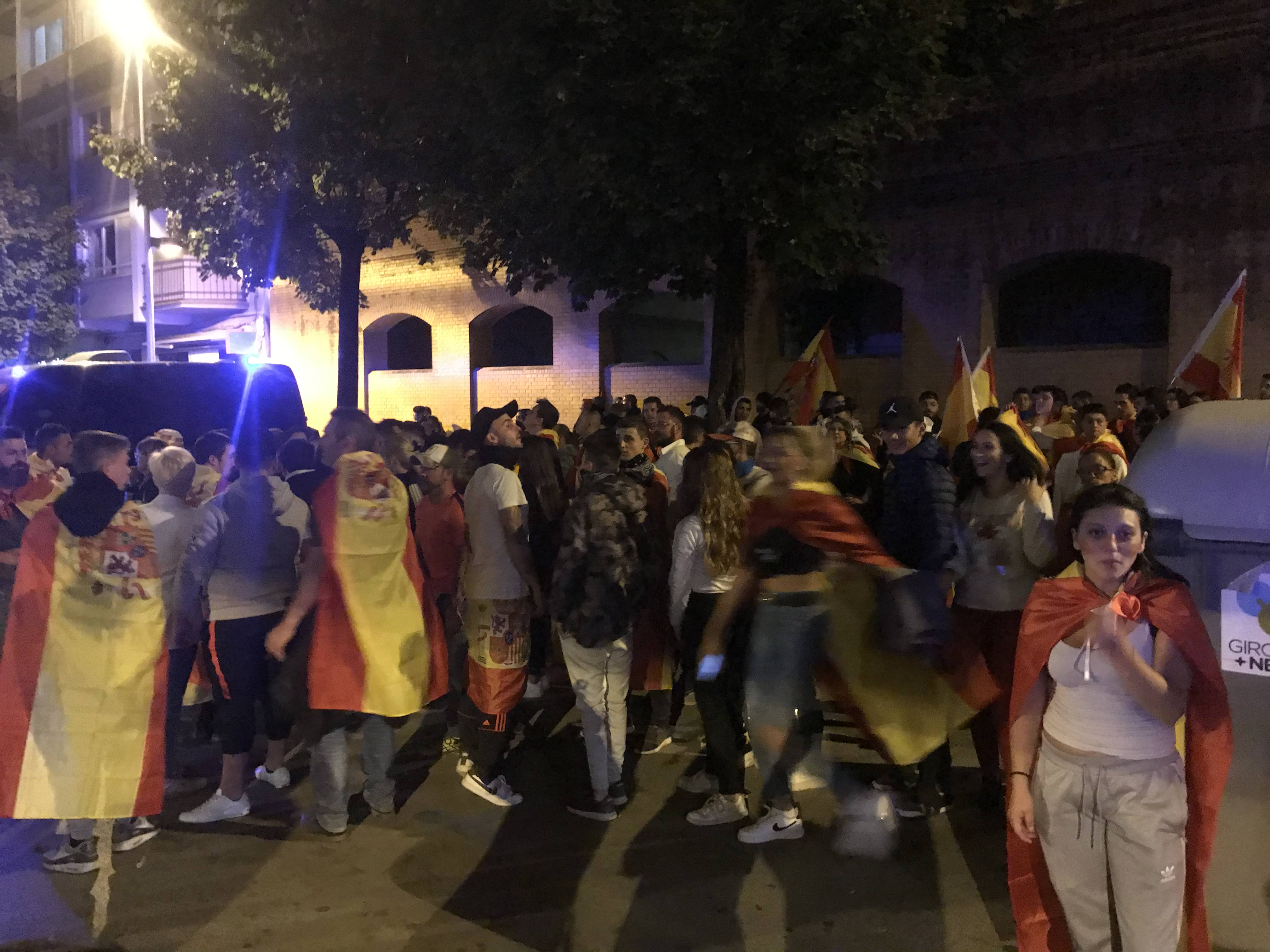
Españolistas o unionistas hacen vigilia en Gerona.

El viernes día 18 de octubre confluyeron en Barcelona las marchas populares procedentes de toda Cataluña coincidiendo con la jornada de huelga. La manifestación convocada por la plataforma Tsunami democràtic congregó cerca de medio millón de personas de forma pacífica. Por la noche grupos radicales se enfrentaron con unidades antidisturbios en la Vía Layetana, cercando la Jefatura Superior de la Policía Nacional, así como en la zona de la Plaza Urquinaona durante más de seis horas, con un balance de 102 heridos (13 policías) y 27 detenidos. Nueve personas resultaron gravemente heridas (tres de los heridos perdieron un ojo), mientras que otra persona quedó herida muy grave por un traumatismo craneoencefálico. Un miembro de la Policía Nacional ingresó en la UCI por una fractura en la base del cráneo con aplastamiento de dos vértebras. Además, los Mozos de Escuadra utilizaron por primera vez una tanqueta de agua para abrirse paso entre las barricadas.
Las Fuerzas y Cuerpos de Seguridad del Estado detectaron la presencia de grupos antisistema extranjeros, así como grupos de extrema izquierda afincados en Cataluña y en el norte de España, y que colaboraron con los Comités de Defensa de la República en los disturbios y enfrentamientos con la Policía en Barcelona.
En Gerona centenares de jóvenes cometieron actos de violencia callejera y atacaron a los agentes antidistrubios hasta bien entrada la madrugada, produciéndose la detención de 12 personas. También se produjeron altercados similares en Lérida, donde los Mozos de Escuadra detuvieron a 18 personas, y en Tarragona, donde hubo 9 detenidos.

## Consecuencias

### Heridos
En los seis primeros días de protestas 579 personas fueron atendidas por el SEM por hechos relacionados con los disturbios en Cataluña, de las cuales 19 requirieron hospitalización: 18 heridos graves (incluidos cuatro jóvenes que perdieron la visión de un ojo y otro un testículo) y una chica en estado muy grave por un traumatismo craneoencefálico. Además, un total de 288 agentes de policía precisaron atención sanitaria, de los cuales 153 pertenecían a los Mozos de Escuadra, 134 a la Policía Nacional (uno herido muy grave
) y un agente de la Guardia Urbana.

### Detenidos
Las Fuerzas y cuerpos de seguridad del Estado practicaron un total de 194 detenciones entre los días 14 y 19 de octubre, decretándose el ingreso en prisión provisional para 32 personas por delitos de atentado contra la autoridad y desórdenes públicos. Uno de los detenidos está acusado de tentativa de homicidio por disparar pirotecnia a un helicóptero de los Mozos de Escuadra. Se ha especulado que detrás de los altercados violentos de Barcelona habría 500 radicales, los cuáles tendrían apoyo de grupos de la ultraizquierda y del anarquismo europeo. Utilizan tácticas de guerrilla urbana como por ejemplo Black Bloc y usarían la sentencia como excusa.

### Daños materiales
El Ayuntamiento de Barcelona cifró en, al menos, 2,5 millones de euros los daños causados en el mobiliario urbano durante los disturbios de la primera semana. También se detectaron pillajes y saqueo de comercios en el centro de Barcelona tras los altercados. Por su parte, el Ministerio de Fomento cifró en más de 7,3 millones de euros los daños en transporte e infraestructuras. La red de Cercanías de Barcelona acumuló una decena de sabotajes.